# 펠리온산

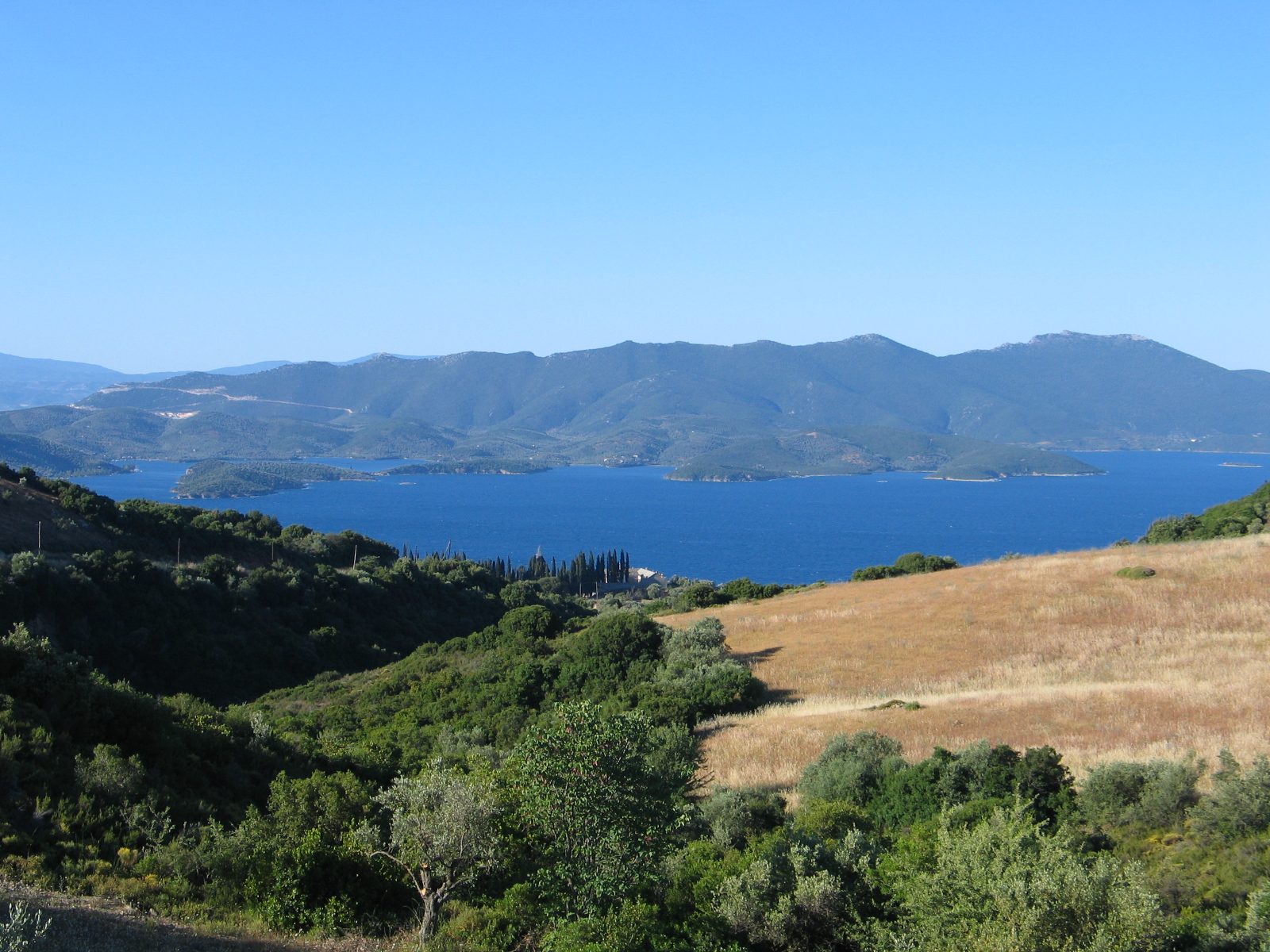

펠리온산 또는 펠리온(Pelion, 현대 그리스어: Πήlamιο, Pílio; 고대 그리스어/카타레부사: Πήλιον, Pēlion)은 그리스 북부 테살리아주 남동부에 있는 산으로, 파가세틱만과 에게해 사이에 갈고리 모양의 반도를 형성하고 있다. 가장 높은 정상인 푸리아노스 스타브로스(Pourianos Stavros)는 해발 1,624m(5,328피트)이다. 그리스 국도 38(GR-38)은 반도의 남쪽 부분을 통과하고 GR-38A는 중앙을 통과한다.

## 지리와 경제
이 산은 숲이 울창하고 낙엽수림과 다년생 숲이 있으며 주로 너도밤나무, 참나무, 단풍나무, 밤나무가 자라고 있으며 주변에는 올리브나무, 사과나무, 배나무, 플라타너스 숲이 물이 있다. 펠리온은 그리스에서 가장 아름다운 산 중 하나로 간주되며 일년 내내 인기 있는 관광 명소이다. 등산로와 돌길을 통해 아름다운 녹색 경사면 사이에 있는 샘, 작은 만, 모래 또는 자갈이 있는 수많은 해변으로 이동할 수 있다. 펠리온은 샘, 협곡, 개울, 개울이 풍부하고 물이 풍부한 산이다. 많은 개울이 돌을 깎아 만든 인공 바닥을 통해 흘러 마을과 무성한 과수원에 물을 공급한다. 이 산의 높은 고도에는 크리스마스부터 부활절까지 운영되는 스키 시설을 수용할 만큼 충분한 눈이 내린다.

## 신화
그리스 신화에서 펠리온산(아킬레스의 아버지인 신화 속 왕 펠레우스의 이름을 딴)은 이아손, 아킬레스, 테세우스, 헤라클레스와 같은 많은 고대 그리스 영웅들의 스승인 켄타우로스 키론의 고향이었다.
쌍둥이 오투스(Otus)와 에피알테스(Ephialtes)가 올림포스를 습격하려 했을 때, 그들은 펠리온산을 오사산 위에 쌓았다.

## 최근 기록
1892~1903년에 건설된 펠리온 철도는 이 지역에 대한 최초의 대규모 공공 투자의 산물이었다. 전기, 라디오, 자동차는 1950년대에 처음 도입되었으며, 볼로스(Volos)는 이전부터 이러한 공익사업을 제공했다. 텔레비전은 1970년대와 1980년대에, 컴퓨터와 인터넷은 1990년대 후반에 등장했다. 2007년 6월 26일 화요일에 펠리온산맥의 북부에 산불이 발생했다(2007년 그리스 산불 문서 참고). 이 화재는 시키에서 시작되어 주로 산 중간 부분의 숲을 손상시켰다. 이 화재는 며칠 동안 지속되다가 7월 1일에 중단되었다. 여러 마을이 피해를 입었다. 그러나 8월 말부터 이미 숲의 자연적인 재탄생이 감지되고 있으며, 여러 나무가 점차 녹색으로 변하고 땅에는 덤불이 나타나기 시작했다.

## 통신
산에는 ANT1, Mega, 그리스 국영방송(ERT), 스타 채널, Alter, TRT 등을 포함한 라디오 및 TV와 ERA, ANT1 FM 등을 포함한 라디오를 방송하는 통신 타워가 있다.